# Matyáš Preinlein
Matyáš Preinlein (činný 1486–1499) byl tiskař, který působil v Brně a v Olomouci.
Matthias Preinlein pocházel z německého Ulmu. Společně s tiskařem Konrádem Stahelem získali znalosti knihtisku v Benátkách, to dokazují jejich knihtisky. Oba působili v Brně v období 1486 do 1498. V Olomouci Matyáš Preinlein působil jeden rok (1499). V dalším období už v Olomouci působil německý tiskař Konrad Baumgarten. Matyáš Preinlein byl do Olomouce povolán olomouckým biskupem Stanislavem Thurzem. Od Kontáda Stahela odkoupil podíl a dílnu přestěhoval do Olomouce. V Olomouci vytiskl jen dva tisky s nižší kvalitou Planctus ruinae ecclesiae a Quaestio fabulosa od Johanna Schrama z Tachova.